# ミリヴォイェ・ノヴァコヴィッチ
ミリヴォイェ・ノヴァコヴィッチ（Milivoje Novakovič、1979年5月18日 - ）は、スロベニア・リュブリャナ出身の元サッカー選手。元スロベニア代表。ポジションはフォワード。

## 経歴

### ユース・オーストリア・ブルガリア
ユース時代は母国のNKオリンピア・リュブリャナの下部組織に在籍し、2002年にASKフォイツベルクに移籍した。2005-06シーズンに在籍したブルガリアのリテックス・ロヴェチでは16得点で得点王のタイトルを獲得し、同シーズンにはUEFAカップでベスト32に入った。ドイツの1.FCケルン、イスラエルのベイタル・エルサレムFC、ブルガリアチャンピオンのレフスキ・ソフィアが彼に興味を示し、2006年夏、2. ブンデスリーガ（2部）に降格したばかりのケルンに150万ユーロの移籍金で移籍した。

### ケルン
移籍1年目の2006-07シーズンこそ10得点だったものの、2007-08シーズンにはパトリック・ヘルメスとのコンビで37得点を量産。自身は20得点を挙げて2. ブンデスリーガの得点王に輝いた。このシーズン、ケルンはボルシアMG、ホッフェンハイムに次ぐ3位となり、3シーズンぶりの1部昇格を果たした。2008年9月12日、クリストフ・ダウム監督はノヴァコヴィッチを主将に指名した。2008-09シーズンは16得点を決めてチームを引っ張った。
2010 FIFAワールドカップ予選ではスロバキア戦やポーランド戦など計4試合で5得点し、スロベニアのグループ2位とプレーオフ進出に貢献した。プレーオフのロシア戦では2戦ともにトップ下で先発出場し、アウェーゴール差での本大会進出を決めた。
2010/11シーズンのブンデスリーガでは、マリオ・ゴメス、パピス・シセに次ぐリーグ3位となる17得点を挙げた。
2012年2月13日、クラブでの活動に専念する為にスロベニア代表からの引退を発表したが、後に復帰。
2011/12シーズンは故障もあり5得点に終わる。チームは最終節を残して16位と入れ替え戦圏内だったがバイエルン・ミュンヘンとのホームゲームを1-4で落とし、逆にこの日ホッフェンハイムに3-1で勝利したヘルタ・ベルリンに抜かれて17位に転落してしまい3季ぶりの降格が決定。なおこの試合でケルン唯一の得点を決めたのがノヴァコヴィッチだった。チームの降格を受けて8月1日、大宮アルディージャへ期限付き移籍。

### 大宮
第22節のFC東京戦でJ1初ゴール。第26節の北海道コンサドーレ札幌戦ではクラブJ1史上初となるハットトリックを達成。同じく夏に途中加入したズラタン・リュビヤンキッチとともにチームのJ1残留に大きく貢献した。
翌2013年は開幕からチームを牽引して21戦無敗記録の樹立に貢献。チームと共に後半戦やや調子を崩すも最終的に12得点を挙げる活躍を見せた。
またこの年スロベニア代表の監督スレチコ・カタネッツからラブコールを受けて2014 FIFAワールドカップ・ヨーロッパ予選で代表復帰。3月22日のアイスランド戦で代表復帰後初となる先制ゴールを挙げた。10月11日のノルウェー戦ではハットトリックを達成。6試合の出場で5得点の活躍を見せるもチームは3位に終わり2大会連続のワールドカップ出場はならなかった。

### 清水
2013年シーズン終了後にケルンから大宮への期限付き移籍期間が満了となり、2014年シーズンよりケルンから清水エスパルスへの完全移籍が決定する。チームは残留争いに巻き込まれる苦しいシーズンとなったが、リーグ戦全試合で先発出場しチーム最多の13得点を挙げて年間15位でのJ1残留に貢献。カップ戦も含めて年間19得点とチームの大黒柱としての活躍をみせた。

### 名古屋
2015年1月16日、名古屋グランパスへ完全移籍することが発表された。「ゴール前のスペシャリスト」を欲した西野朗監督の強い要望を受けての移籍だったが、スタメンでの起用が少なく1年での退団が決まった。
4年を過ごした日本について、「夢のような場所で妻も戻りたがっているほど」、「アジアで最も落ち着いた環境でプレーできるのはJリーグ、上位と下位が拮抗している」、「欧州とは人々のメンタリティにかなり違いがある。1部残留争いをしていようとも、人々はプライベートでは放っといてくれる、礼儀正しく接する。プレッシャーは実質的に皆無だ」との感想を述べている。

### マリボル
2016年2月18日、NKマリボルに完全移籍することが発表された。
2017年6月10日に行われるワールドカップ欧州予選・マルタ戦を最後に現役を引退する事を発表し、そのマルタ戦に途中出場から得点も挙げた。

## 個人成績

### クラブ
| 国内大会個人成績 | 国内大会個人成績     | 国内大会個人成績 | 国内大会個人成績 | 国内大会個人成績 | 国内大会個人成績 | 国内大会個人成績 | 国内大会個人成績 | 国内大会個人成績 | 国内大会個人成績 | 国内大会個人成績 | 国内大会個人成績 |
| 年度             | クラブ               | 背番号           | リーグ           | リーグ戦         | リーグ戦         | リーグ杯         | リーグ杯         | オープン杯       | オープン杯       | 期間通算         | 期間通算         |
| 年度             | クラブ               | 背番号           | リーグ           | 出場             | 得点             | 出場             | 得点             | 出場             | 得点             | 出場             | 得点             |
| オーストリア     | オーストリア         | オーストリア     | オーストリア     | リーグ戦         | リーグ戦         | リーグ杯         | リーグ杯         | オーストリア杯   | オーストリア杯   | 期間通算         | 期間通算         |
| ---------------- | -------------------- | ---------------- | ---------------- | ---------------- | ---------------- | ---------------- | ---------------- | ---------------- | ---------------- | ---------------- | ---------------- |
| 2003-04          | SVマッテルスブルク   |                  | ブンデス         | 6                | 2                |                  |                  |                  |                  |                  |                  |
| 2004-05          | LASKリンツ           |                  | ブンデス         | 21               | 8                |                  |                  |                  |                  |                  |                  |
| ブルガリア       | ブルガリア           | ブルガリア       | ブルガリア       | リーグ戦         | リーグ戦         | リーグ杯         | リーグ杯         | オープン杯       | オープン杯       | 期間通算         | 期間通算         |
| 2005-06          | リテックス・ロヴェチ |                  | ブルガリアA      | 27               | 19               |                  |                  |                  |                  |                  |                  |
| ドイツ           | ドイツ               | ドイツ           | ドイツ           | リーグ戦         | リーグ戦         | リーグ杯         | リーグ杯         | DFBポカール      | DFBポカール      | 期間通算         | 期間通算         |
| 2006-07          | ケルン               | 11               | ツヴァイテ       | 25               | 10               | -                | -                | 2                | 1                | 27               | 11               |
| 2007-08          | ケルン               | 11               | ツヴァイテ       | 33               | 21               | -                | -                | 1                | 1                | 34               | 22               |
| 2008-09          | ケルン               | 11               | ブンデス         | 30               | 16               | -                | -                | 2                | 1                | 32               | 17               |
| 2009-10          | ケルン               | 11               | ブンデス         | 30               | 6                | -                | -                | 2                | 1                | 32               | 7                |
| 2010-11          | ケルン               | 11               | ブンデス         | 28               | 17               | -                | -                | 2                | 2                | 30               | 19               |
| 2011-12          | ケルン               | 11               | ブンデス         | 20               | 5                | -                | -                | 1                | 2                | 21               | 7                |
| 日本             | 日本                 | 日本             | 日本             | リーグ戦         | リーグ戦         | リーグ杯         | リーグ杯         | 天皇杯           | 天皇杯           | 期間通算         | 期間通算         |
| 2012             | 大宮                 | 18               | J1               | 12               | 5                | 0                | 0                | 3                | 3                | 15               | 8                |
| 2013             | 大宮                 | 18               | J1               | 26               | 12               | 2                | 1                | 1                | 0                | 29               | 13               |
| 2014             | 清水                 | 18               | J1               | 34               | 13               | 5                | 4                | 2                | 2                | 41               | 19               |
| 2015             | 名古屋               | 18               | J1               | 26               | 5                | 4                | 2                | 0                | 0                | 30               | 7                |
| スロベニア       | スロベニア           | スロベニア       | スロベニア       | リーグ戦         | リーグ戦         | リーグ杯         | リーグ杯         | オープン杯       | オープン杯       | 期間通算         | 期間通算         |
| 2015-16          | NKマリボル           | 11               | 1.SNL            | 11               | 5                | -                | -                |                  |                  |                  |                  |
| 2016-17          | NKマリボル           | 11               | 1.SNL            | 26               | 11               | -                | -                |                  |                  |                  |                  |
| 通算             | ドイツ               | ドイツ           | ツヴァイテ       | \|58             | 31               | -                | -                | 3                | 2                | 61               | 33               |
| 通算             | ドイツ               | ドイツ           | ブンデス         | \|108            | 44               | -                | -                | 7                | 6                | 115              | 50               |
| 通算             | 日本                 | 日本             | J1               | 98               | 35               | 11               | 7                | 7                | 5                | 116              | 47               |
| 通算             | スロベニア           | スロベニア       | 1.SNL            | 37               | 16               | -                | -                |                  |                  |                  |                  |
| 総通算           |                      |                  |                  |                  |                  |                  |                  |                  |                  |                  |                  |

## 代表歴

### 出場大会
- スロベニア代表
  - 2010 FIFAワールドカップ

### 試合数
- 国際Aマッチ 80試合 32得点（2006年-2017年）[10]

| スロベニア代表 | 国際Aマッチ | 国際Aマッチ |
| 年             | 出場        | 得点        |
| -------------- | ----------- | ----------- |
| 2006           | 8           | 4           |
| 2007           | 9           | 1           |
| 2008           | 9           | 6           |
| 2009           | 10          | 2           |
| 2010           | 11          | 5           |
| 2011           | 7           | 1           |
| 2012           | 0           | 0           |
| 2013           | 7           | 6           |
| 2014           | 6           | 3           |
| 2015           | 5           | 3           |
| 2016           | 7           | 0           |
| 2017           | 1           | 1           |
| 通算           | 80          | 32          |

### 得点
| #  | 日             | 開催地           | 対戦相手                 | スコア | 最終結果 | 大会                        |
| -- | -------------- | ---------------- | ------------------------ | ------ | -------- | --------------------------- |
| 1  | 2006年5月31日  | ツェリェ         | トリニダード・トバゴ     | 1-0    | 3-1      | 親善試合                    |
| 2  | 2006年5月31日  | ツェリェ         | トリニダード・トバゴ     | 2-0    | 3-1      | 親善試合                    |
| 3  | 2006年5月31日  | ツェリェ         | トリニダード・トバゴ     | 3-1    | 3-1      | 親善試合                    |
| 4  | 2006年10月7日  | ツェリェ         | ルクセンブルク           | 1-0    | 2-0      | UEFA EURO 2008予選          |
| 5  | 2007年9月8日   | ルクセンブルク市 | ルクセンブルク           | 2-0    | 3-0      | UEFA EURO 2008予選          |
| 6  | 2008年2月6日   | ノヴァ・ゴリツァ | デンマーク               | 1-1    | 1-2      | 親善試合                    |
| 7  | 2008年9月10日  | マリボル         | スロバキア               | 1-0    | 2-1      | 2010 FIFAワールドカップ予選 |
| 8  | 2008年9月10日  | マリボル         | スロバキア               | 2-0    | 2-1      | 2010 FIFAワールドカップ予選 |
| 9  | 2008年10月11日 | マリボル         | 北アイルランド           | 1-0    | 2-0      | 2010 FIFAワールドカップ予選 |
| 10 | 2008年11月19日 | マリボル         | ボスニア・ヘルツェゴビナ | 2-4    | 3-4      | 親善試合                    |
| 11 | 2008年11月19日 | マリボル         | ボスニア・ヘルツェゴビナ | 3-4    | 3-4      | 親善試合                    |
| 12 | 2009年9月9日   | マリボル         | ポーランド               | 2-0    | 3-0      | 2010 FIFAワールドカップ予選 |
| 13 | 2009年10月14日 | セッラヴァッレ   | サンマリノ               | 1-0    | 3-0      | 2010 FIFAワールドカップ予選 |
| 14 | 2010年3月3日   | マリボル         | カタール                 | 1-0    | 4-1      | 親善試合                    |
| 15 | 2010年6月4日   | マリボル         | ニュージーランド         | 1-0    | 3-1      | 親善試合                    |
| 16 | 2010年6月4日   | マリボル         | ニュージーランド         | 2-1    | 3-1      | 親善試合                    |
| 17 | 2010年9月7日   | ベオグラード     | セルビア                 | 1-0    | 1-1      | UEFA EURO 2012予選          |
| 18 | 2010年10月8日  | リュブリャナ     | フェロー諸島             | 4-0    | 5-1      | UEFA EURO 2012予選          |
| 19 | 2011年2月10日  | ティラナ         | アルバニア               | 1-0    | 2-1      | 親善試合                    |
| 20 | 2013年3月22日  | リュブリャナ     | アイスランド             | 1-0    | 1-2      | 2014 FIFAワールドカップ予選 |
| 21 | 2013年5月31日  | ビーレフェルト   | トルコ                   | 2-0    | 2-0      | 親善試合                    |
| 22 | 2013年9月10日  | ニコシア         | キプロス                 | 1-0    | 2-0      | 2014 FIFAワールドカップ予選 |
| 23 | 2013年10月11日 | マリボル         | ノルウェー               | 1-0    | 3-0      | 2014 FIFAワールドカップ予選 |
| 24 | 2013年10月11日 | マリボル         | ノルウェー               | 2-0    | 3-0      | 2014 FIFAワールドカップ予選 |
| 25 | 2013年10月11日 | マリボル         | ノルウェー               | 3-0    | 3-0      | 2014 FIFAワールドカップ予選 |
| 26 | 2014年10月9日  | マリボル         | スイス                   | 1-0    | 1-0      | UEFA EURO 2016予選          |
| 27 | 2014年10月12日 | ヴィリニュス     | リトアニア               | 1-0    | 2-0      | UEFA EURO 2016予選          |
| 28 | 2014年10月12日 | ヴィリニュス     | リトアニア               | 2-0    | 2-0      | UEFA EURO 2016予選          |
| 29 | 2015年3月27日  | リュブリャナ     | サンマリノ               | 4-0    | 6-0      | UEFA EURO 2016予選          |
| 30 | 2015年6月14日  | リュブリャナ     | イングランド             | 1-0    | 2-3      | UEFA EURO 2016予選          |
| 31 | 2015年9月5日   | バーゼル         | スイス                   | 1-0    | 2-3      | UEFA EURO 2016予選          |
| 32 | 2017年6月11日  | リュブリャナ     | マルタ                   | 2-0    | 2-0      | 2018 FIFAワールドカップ予選 |

## タイトル
- ブルガリアプロサッカーリーグ得点王: 1回（2005-06、16ゴール）
- 2. ブンデスリーガ得点王: 1回（2007-08、20ゴール）

## 人物
- 清水エスパルスに所属していた2014年の最終戦で「2014エスパルス年間ベストプレイヤー『グッドJOB賞』」を受賞し、賞金100万円を手にしたが、「1年間在籍した清水エスパルスのホームタウンである静岡市の国際交流の発展やチャリティー事業に役立てて欲しい」と、静岡市国際交流協会に100万円全額を寄付した[11]。